# Hubert Jules Taillefer
Pour les articles homonymes, voir Taillefer.
Hubert Jules Taillefer, né le 27 juin 1779 à Paris et mort le 25 janvier 1866 dans la même ville, est un médecin français.
Il participa à l'expédition vers les Terres australes que conduisit Nicolas Baudin au départ du Havre à compter du 19 octobre 1800, en tant qu'officier de santé de 2e classe. Il fait partie des surnuméraires à bord du Géographe et il est chargé plus spécialement de surveiller la qualité de l'alimentation des équipages. Il ne fait pas partie de l'état-major, comme les autres médecins. Il n'a que vingt-et-un ans au départ. Il a laissé son nom à l'isthme Taillefer, nommé par Baudin en 1801, mais aussi à l'île Taillefer, au large de la Tasmanie.

## Décorations
- Officier de la Légion d'honneur (1814)[2]